# Gnathopalystes taiwanensis
Gnathopalystes taiwanensis là một loài nhện trong họ Sparassidae.
Loài này thuộc chi Gnathopalystes. Gnathopalystes taiwanensis được miêu tả năm 2006 bởi Zhu & Tso.